# کیتکا (استان وارنا)
کیتکا (به بلغاری: Kitka) یک منطقهٔ مسکونی در بلغارستان است که در شهرستان آورن واقع شده‌است.